# Zuri

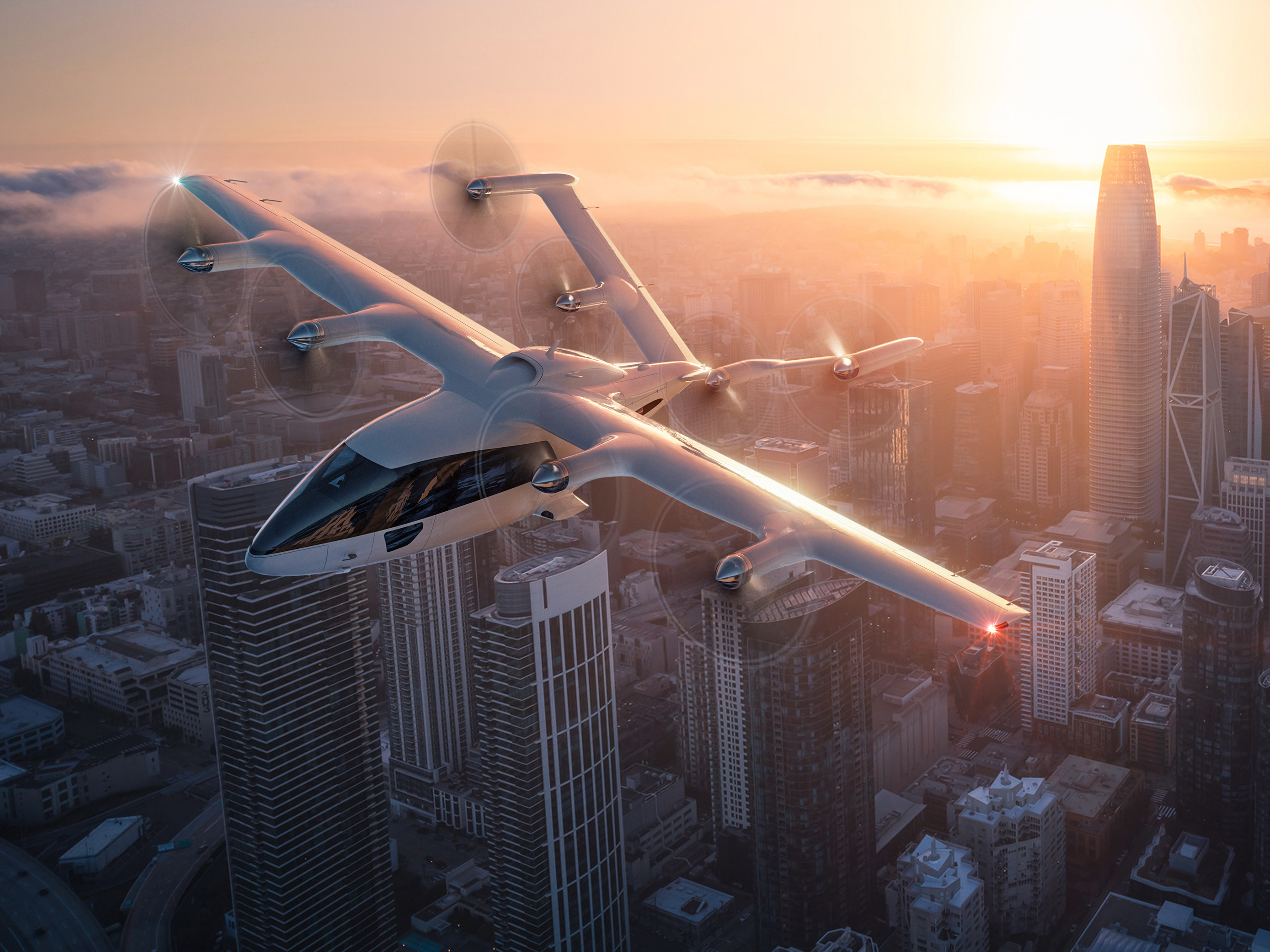
Ukázka budoucí podoby letadla

Zuri je v Česku vyvíjené hybridní autonomní letadlo s kolmým startem.

## Popis
Pro provoz Zuri není potřeba letiště ani přistávací dráha. Kombinuje klasické letadlo a multikoptéru, proto může vzlétat a přistávat na heliportu. Letoun budou pohánět elektromotory, baterie a turbogenerátor. Možnost přistát buď vertikálně nebo horizontálně zaručí bezpečné přistání, pokud jeden systém selže. Ke kolmému startu potřebuje plochu 15 × 15 metrů.

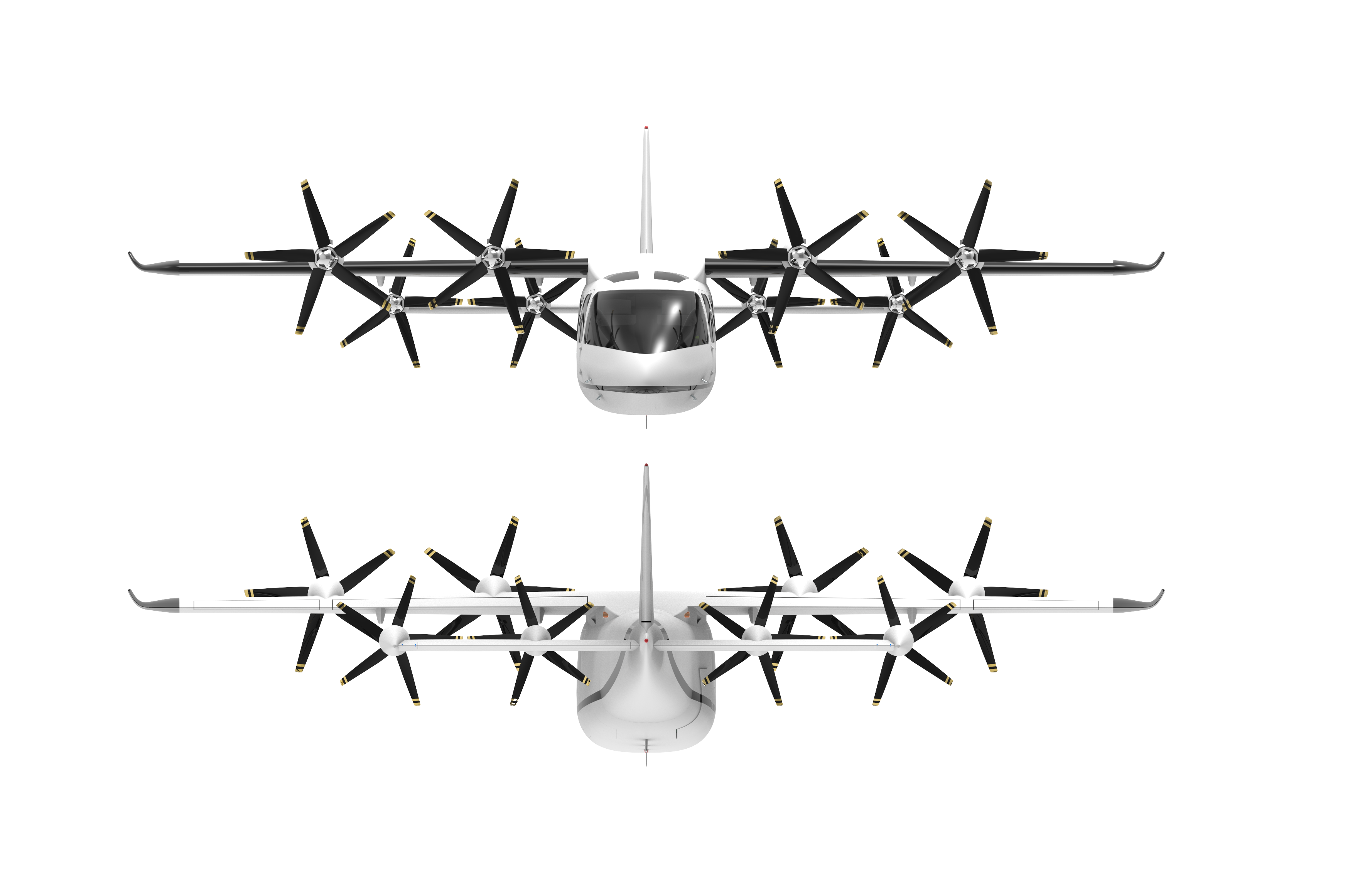
Přední a zadní pohled na Zuri 2. 0.

Označuje se také zkratkou VTOL, z anglického Vertical Take-Off and Landing. Jako prototyp ho vyvíjí český startup Michala Illicha, který do něj investoval vyšší jednotky milionů korun. Dalším z investorů je Kiwi.com a tuzemský investiční fond Pale Fire Capital. Celkem do projektu investovali 21 milionů korun. V říjnu 2021 do projektu vstoupili další investoři s celkovou investicí 1,3 milionů EUR. 

## Historie
Na projektu pracuje firma od roku 2017. Roku 2018 firma otestovala zmenšený prototyp s rozpětím dva metry. V roce 2019 vyrobila firma funkční prototyp s pětimetrovým rozpětím křídel. První let byl zatím bezpilotní. V září 2021 proběhl test 11metrového demonstrátoru ve visu, kdy stroj setrvává ve vzduchu na jednom místě. Letoun byl v průběhu testu připoután k zemi lany, která však letounu nijak nepomáhala. Získaná data z tohoto testu se využijí na další vývoj. 
V lednu 2022 firma oznámila nový model ve dvou variantách: osobní Zuri 2.0 a nákladní Zuri 2.0 Cargo. Osobní i nákladní model bude mít rozpětí křídel zhruba třináct metrů. Vizuálně se změnil ocas letadla. Pohonné jednotky jsou nově sklopné. Osobní verze je určena pro pilota a čtyři pasažéry. Verze pro přepravu nákladů unese pilota a až 300 kilogramů nákladu. 

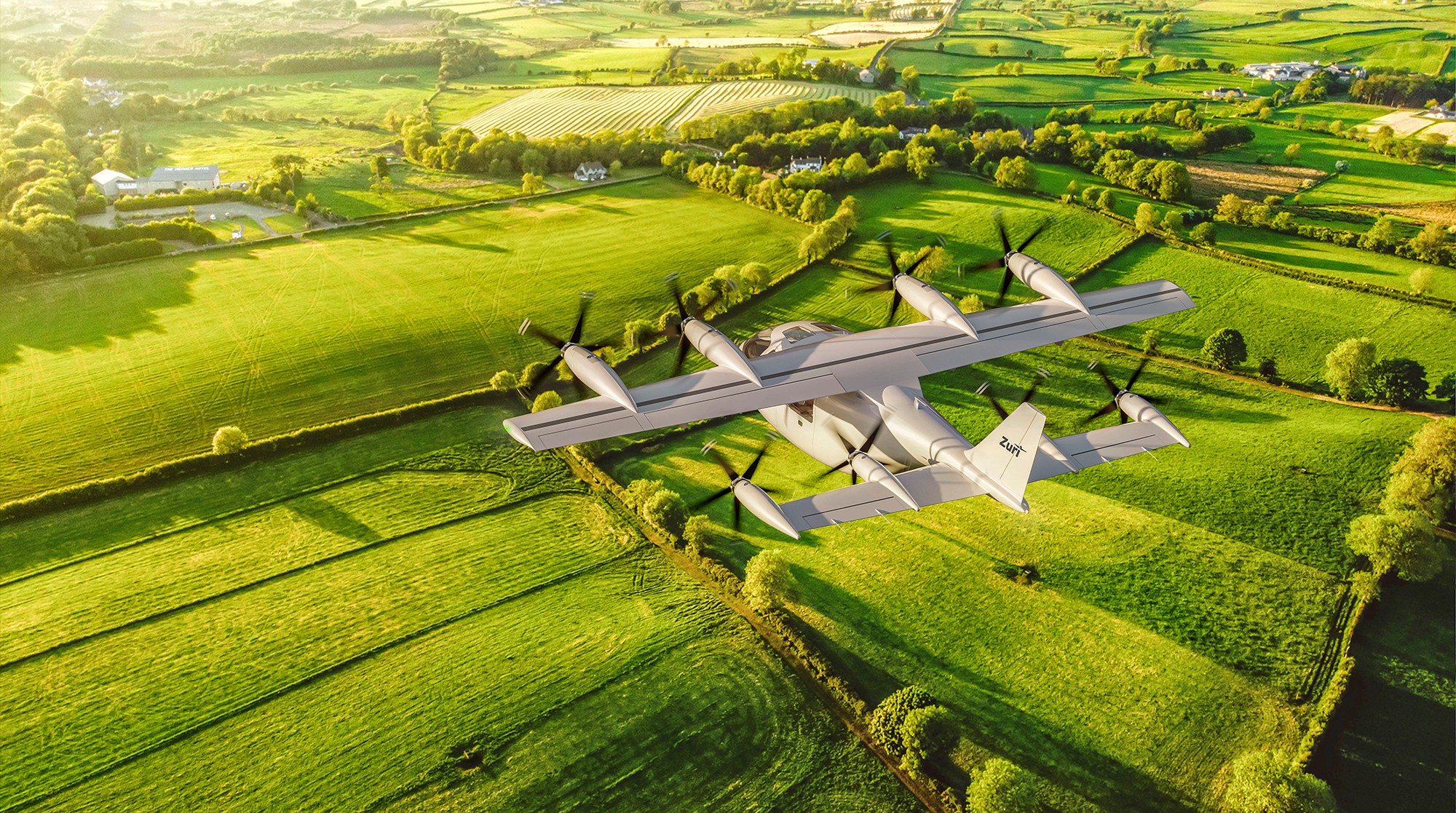
Zuri - letecký pohled

Na vývoji pracuje tým 12 lidí, ve spolupráci s českou univerzitou ČVUT s využitím 3D tisku a virtuální reality. Název Zuri byl inspirovaný ze svahilštiny a v překladu znamená krásný, dobrý.

## Specifikace

### Technické údaje
- Osádka: 5 (pilot a čtyři pasažéři)[24]
- Druh pohonu: vrtule poháněné elektromotory
- Zdroj energie: kombinace baterií a turbínou poháněného generátoru

### Výkony
- Maximální rychlost: 300 až 350 km/h[25]
- Dolet: 700 km a rezerva (včetně rezervy: 850 km)[26]

## Podobné projekty
- Čínský EHANG[27][20][4][28] – koptéra testovaná jako taxi v Dubaji.
- Americká Cora by Wisk[4] – projekt vyvíjený spoluzakladatelem společnosti Google, Larry Pagem
- Německý Lilium[29]